# سیارک ۱۸۶۷۲
سیارک ۱۸۶۷۲ (به انگلیسی: 18672 Ashleyamini، نامگذاری:1998FY65) هجده هزار و ششصد و هفتاد و دومین سیارک کشف شده‌است که در ۲۰ مارس ۱۹۹۸ کشف شد.
قدر مطلق سیارک برابر ۱۷.۰ است.